# トリメチルシリルシアニド
トリメチルシリルシアニド (Trimethylsilyl cyanide) は、化学式 (CH3)3SiCN で表される化合物である。揮発性の液体で、トリメチルシリル基にシアニド基 (Cyanide group = CN) が結合して構成される。有機合成において、シアン化水素の代りに用いられる。シアン化リチウムとクロロトリメチルシランの反応によって調製される。
LiCN  +  (CH3)3SiCl  → (CH3)3SiCN  +  LiCl

## 構造
この分子は、ニトリル様化合物の予想される構造を示す。この化合物は、少量の異性体の イソシアニド(CH3)3SiNCとの平衡状態で存在する。対照的に、ほぼ同じ構造のピバロニトリル (tert-ブチルニトリル) は、tert-ブチルイソシアニドに容易に異性化されない。

## 反応
トリメチルシリルシアニドは、加水分解してシアン化水素とトリメチルシラノールになる。
(CH3)3SiCN  +  H2O  →  (CH3)3SiOH  +  HCN
その主な用途では、たとえばアルデヒドに炭素-酸素二重結合を追加して、新しい炭素-炭素結合を形成する。 
RCH=O  +  (CH3)3SiC≡N  →  N≡C–CHR–OSi(CH3)3
生成物は、O-シリル化シアノヒドリンである。
この試薬の一つの用途は、ピリジン-N-オキシドを 2-シアノピリジンに変換することである。この変換は、活性化求電子試薬としてジメチルカルバモイルクロリドを使用してジクロロメタン溶液で行うのが最適である。塩化ベンゾイルを使用することは可能だが、シアノ基の付加の収率と位置選択性は低くなる。 
アセトンシアノヒドリンは、シアン化物アニオンを可逆的に生成するために使用できる。
(4)

## 安全性
トリメチルシリルシアニドは、水分の存在下で加水分解してシアン化水素ガスを発生するため、「飲み込んだり、皮膚に接触したり、吸入したりすると致命的」と評価されている。 
廃棄にはアルカリ水酸化物の希薄溶液を使用することが勧められる
。 